# Cremastus canadensis
Cremastus canadensis är en stekelart som beskrevs av Dasch 1979. Cremastus canadensis ingår i släktet Cremastus och familjen brokparasitsteklar. Inga underarter finns listade i Catalogue of Life.